# Fissarena ethabuka
Fissarena ethabuka är en spindelart som beskrevs av Henschel, Davies och Christopher R. Dickman 1995. Fissarena ethabuka ingår i släktet Fissarena och familjen Trochanteriidae.
Artens utbredningsområde är Queensland. Inga underarter finns listade i Catalogue of Life.